# Aharon Jariv
Brigádní generál Aharon „Aharale“ Rabinovič Jariv (hebrejsky: אהרן רבינוביץ׳ יריב‎) (20. prosince 1920 – 7. května 1994) byl izraelský voják, ředitel vojenské zpravodajské služby Aman a politik.

## Biografie
Jariv se narodil 20. prosince 1920 v Moskvě, SSSR. Do Palestiny přijel v roce 1935. Svou vojenskou kariéru zahájil v roce 1939 službou v Haganě.

### Vojenská služba
Během 2. světové války sloužil jako kapitán v 8. britské armádě. Po skončení války pracoval pro Mosad le-alija Bet a po založení Izraele vstoupil do IOS. Byl jmenován velitelem praporu v Alexandrijské a poté v Karmeliho brigádě. V těchto velitelských funkcích se účastnil války o nezávislost. V letech 1952 až 1957 patřil k zakládajícím členům izraelské vojenské akademie a následně se stal jejím prvním velitelem. V letech 1957 až 1960 sloužil jako vojenský přidělenec v USA a Kanadě. Od roku 1960 do roku 1961 velel Golanské brigádě.

### Služba v Amanu
V roce 1964 byl Jariv jmenován do funkce ředitele Amanu. Během svého úřadování si získal vysokou prestiž a účastnil se jednání vlády, a to i o nevojenských otázkách. Pod jeho vedením Aman zpravodajsky pokrýval události předcházející Šestidenní válku, včetně předávání aktuálních informací o pohybech a síle egyptských, syrských a jordánských jednotek.
Aman opustil v roce 1972 a byl jmenován do funkce poradce izraelské premiérky G. Meirové v boji proti terorismu. Z této funkce řídil po Mnichovském masakru operaci Boží hněv. Funkci opustil v roce 1973 po tzv. Lillehammerské aféře, při které agenti Mosadu v Norsku omylem zastřelili nevinného marockého číšníka.

### Politická kariéra
V roce 1973 opustil armádu a vstoupil do politiky. Byl zvolen do Knesetu a byl jmenován ministrem dopravy a posléze ministrem informací za Ma'arach (dnešní Stranu práce). Ministerskou funkci opustil v roce 1975 a poslaneckého mandátu se vzdal krátce před volbami v roce 1977.
Po svém odchodu z politiky pracoval jako ředitel Strategického výzkumného centra při telavivské univerzitě se sídlem v Jaffě, a to až do své smrti. 22. listopadu 1993 zveřejnil informace o tom, že Mosad v 70. letech zabil 10 až 15 palestinsko-arabských vůdců v Evropě a Libanonu. Aharon Jariv během svého života vystudoval Zemědělskou školu v Pardes Hanna, diplomatickou školu při Židovské agentuře a armádní štábní školu ve Francii. Zemřel 7. května 1994.